# Schloss Fürstenstein (Berchtesgaden)
Das Schloss Fürstenstein ließ 1758 Fürstpropst Michael Balthasar von Christalnigg (1710–1768) auf halber Höhe des Kälbersteins unweit des Zentrums vom Markt Berchtesgaden errichten, zu dem auch eine Schlosskapelle und andere Bauten wie ein Meierhof gehörten. Kurz vor seinem Tod verschenkte der Fürstpropst das Schloss am 17. März 1768 seinem Stiftskapitel bzw. den Augustiner-Chorherren der Fürstpropstei Berchtesgaden. Die heutige Postanschrift des denkmalgeschützten Schlosses ist Fürstensteinweg 14, 83471 Berchtesgaden.

## Geschichte

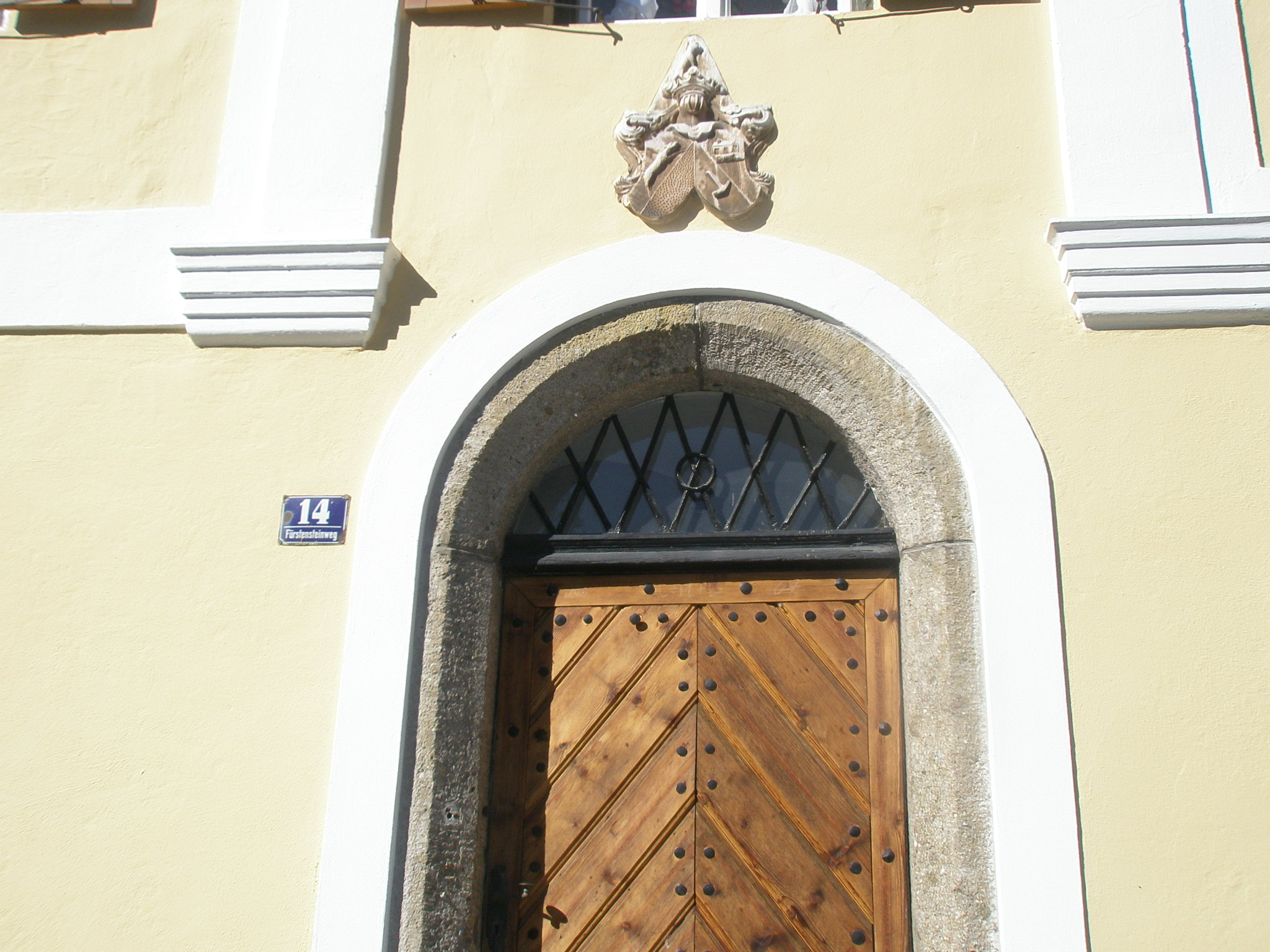
Schlosseingang mit Wappen seines ersten Besitzers Fürstpropst Michael Balthasar von Christalnigg

### Schloss
A. Helm führte das Schloss in seinen Aufzeichnungen als „Lustschloß“, und laut ihm hieß der Kälberstein während seiner Erbauung 1758 noch Georgenberg. Das Schloss ist ein dreigeschossiger Satteldachbau mit Zwerchhaus und klassizistischer Putzgliederung, das Ende 18. Jahrhunderts und 1916 baulich verändert wurde.
Bereits 1751 hatte Fürstpropst Michael Balthasar von Christalnigg das Bauland für sein Schloss Fürstenstein erworben und aus eigener Tasche bezahlt. Als er wenige Monate vor seinem Tod das Schloss mit allen Nebengebäuden und dem gesamten Inventar seinem Stiftskapitel vermachte, geschah dies mit der Auflage, den zum Schloss gehörenden und ebenfalls von ihm ausgestatteten Kalvarienberg zu unterhalten. Doch bereits am 2. Dezember 1795 wurde das Schloss vom Stiftskapitel für 600 Gulden an den „fürstlichen Hof- und Regierungsrat, Landpflegegerichtskommissär“ Johann Baptist Hasel veräußert, ein Urgroßvater von Mauritia Mayer (1833–1897), der sich anschließend „Edler von Hasel auf Fürstenstein“ titulieren ließ sowie „innen und außen“ sein Wappen hinterlassen hat. Der Verkauf durch den letzten Fürstpropst Joseph Konrad von Schroffenberg-Mös stand allerdings sehr wahrscheinlich auch unter dem Vorzeichen, damit wenigstens etwas von der über die Jahrhunderte aufgelaufenen, immens hohe Schuldensumme der Fürstpropstei abzutragen.
Nach Aufhebung der Fürstpropstei im Zuge der Säkularisation in Bayern wurde 1803 ein Michael Pirngruber Besitzer des Anwesens und richtete darin die „erste Apotheke“ Berchtesgadens ein und unterhielt sie in dem Gebäude bis etwa 1825. Der nächste bekannte Besitzer war der Bayerische Lehrer- und Lehrerinnenverband (BLLV), der das Anwesen zwischen 1909 und 1930 Stück für Stück erwarb, um es dann bis in die 1980er-Jahre dann Lehrerinnen und Lehrern für ihren Ferienaufenthalt zur Verfügung zu stellen. In den 1990ern wurden nach einer Teilrenovierung ein Teil des Anwesens fest vermietet und sechs „gut ausgestattete“ Ferienwohnungen eingerichtet. 2017 wurde das Anwesen an die Freilassinger Unternehmensgruppe von Max Aicher verkauft, die im Gegensatz zu der Privatinitiative „Ein Schloss für alle“, die eine Mischung aus privatem Wohnprojekt und Öffnung des Schlosses als Ort für kulturelle Veranstaltungen geplant hatte, auch die für die Sanierung und Erhaltung der Häuser nötigen Kosten von 2 bis 4 Millionen Euro tragen konnte.
Das Schloss ist unter der Aktennummer D-1-72-116-46 als nachqualifiziertes Baudenkmal in die Bayerische Denkmalliste eingetragen. Ebenso wird es als Bodendenkmal unter der Aktennummer D-1-8343-0018 im Bayernatlas als „untertägige frühneuzeitliche Befunde im Bereich von Schloss Fürstenstein bei Berchtesgaden“ geführt. 

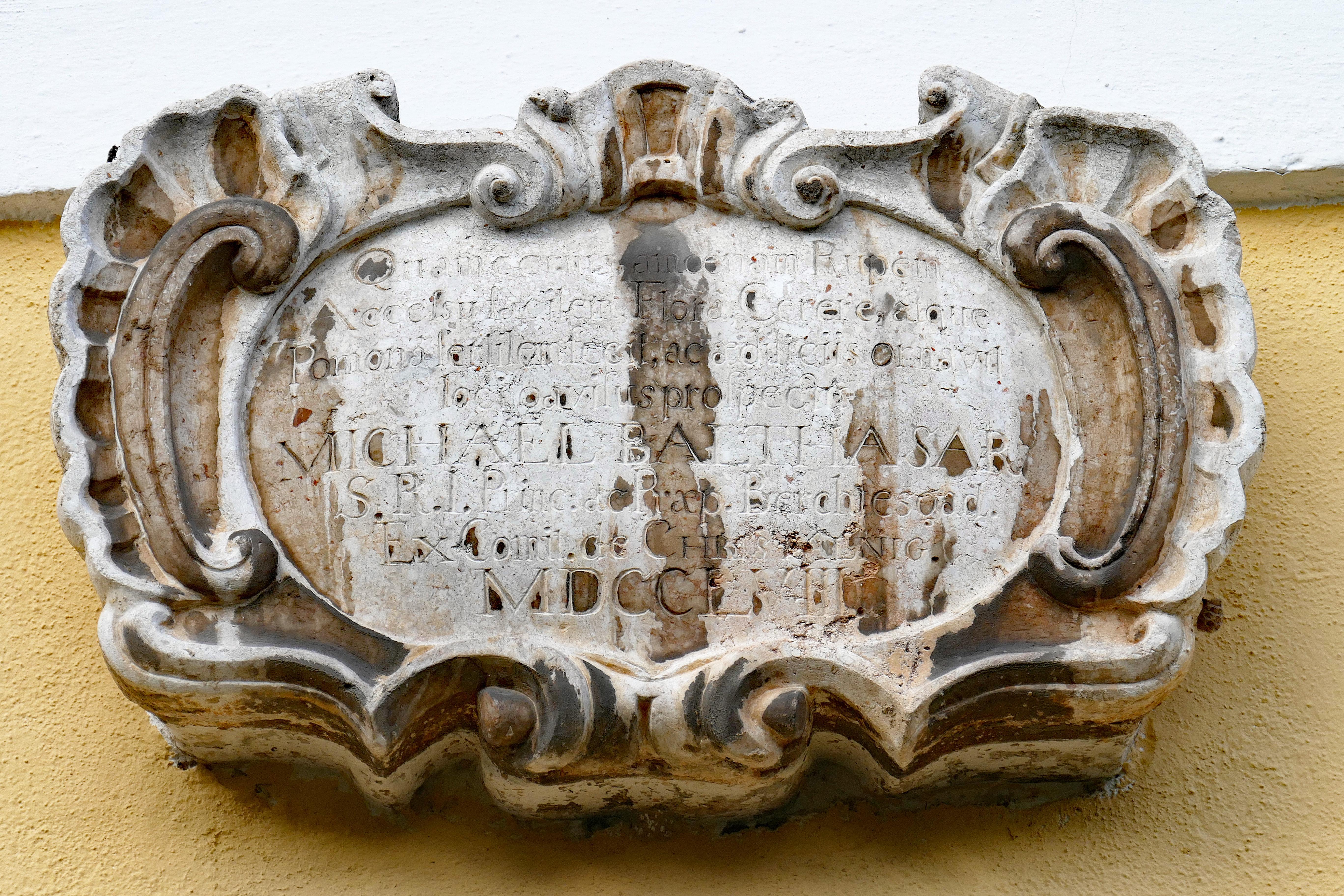
Gedenktafel an Fürstpropst Christalnigg
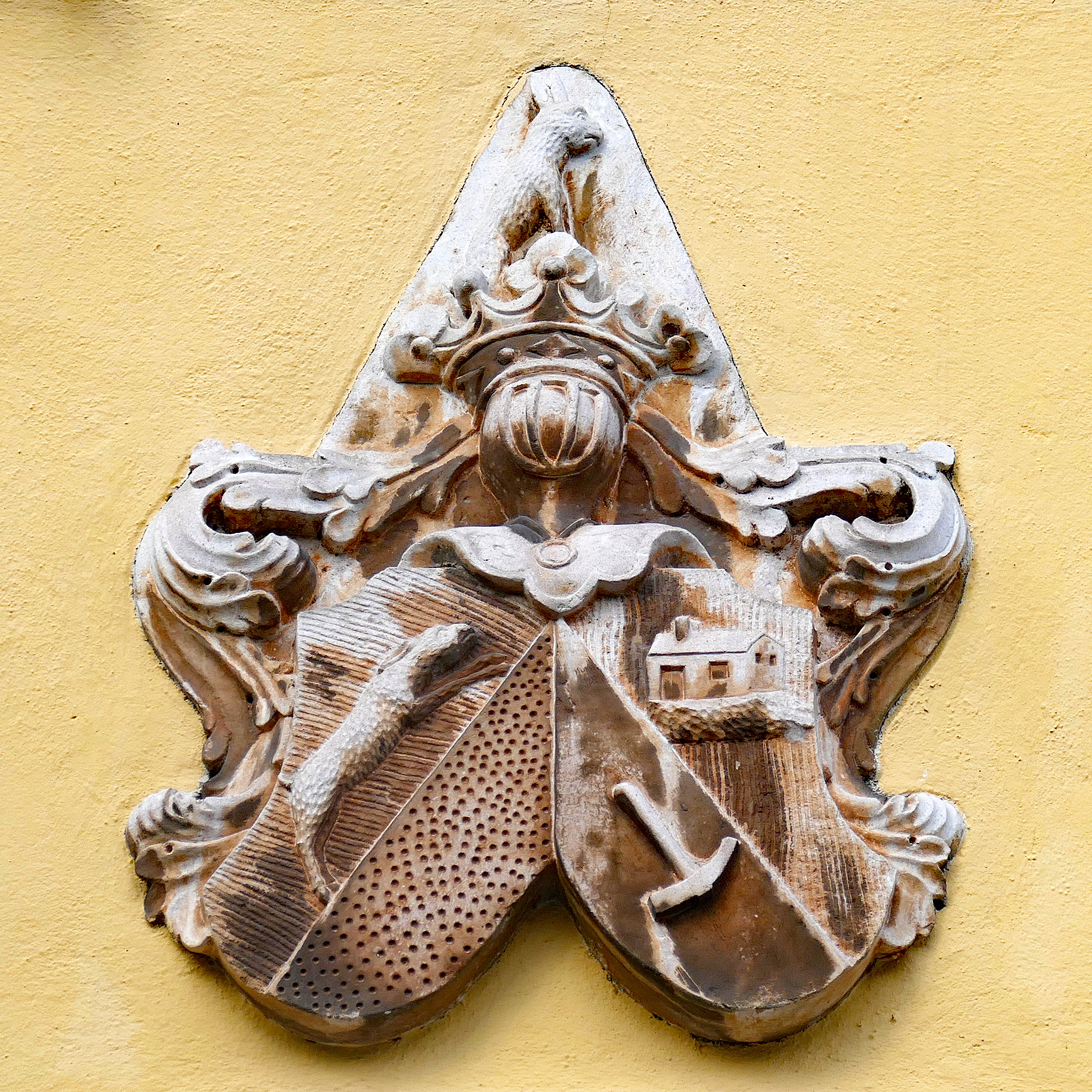
Wappenstein mit Wappen Johann Anton von Hasel; Eigentümer ab 1795
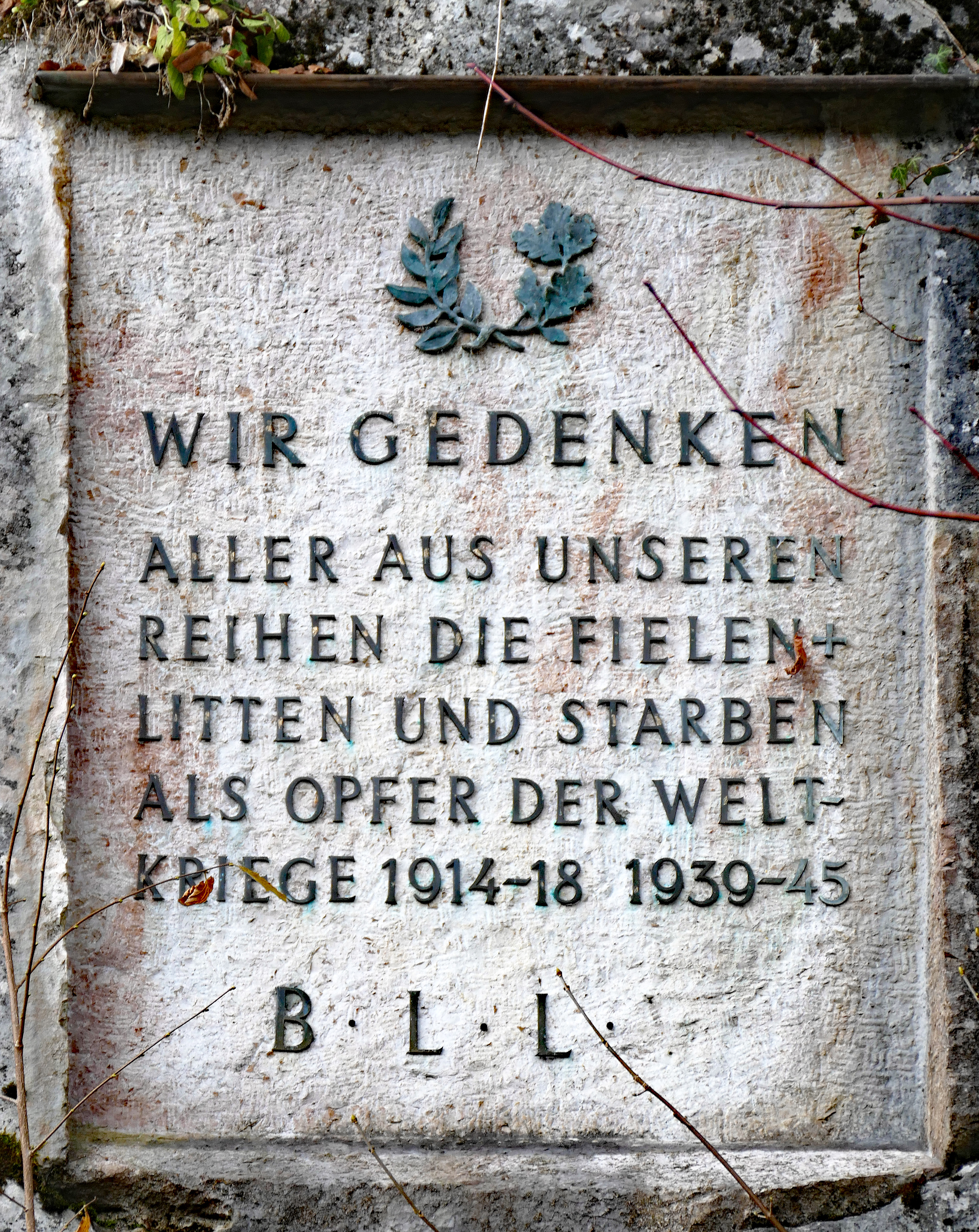
Tafel am Felsen neben dem Schloss zum Gedenken an BLLV-Kriegsgefallene

### Kapelle
Während für Christalnigg das Schloss zum bescheiden eingerichteten Alterssitz wurde, ließ er die ehemalige Kapelle St. Marien großzügig ausstatten, so dass sie heute noch als „kunsthistorisches Schmuckstück“ erachtet wird. Sie wird vom Bayerischen Landesamt für Denkmalpflege als „angefügter Rokokobau mit Satteldach und Dachreiter mit Zwiebelhaube“ geführt. Die Fresken an der Außenseite sowie die Rokokoausstattung im Inneren der Kapelle stammen von dem Salzburger Maler und Stuckateur Benedikt Zöpf. 1800 wurde die Kapelle um den anliegenden Speisesaal erweitert. 1913 wurde sie profaniert.

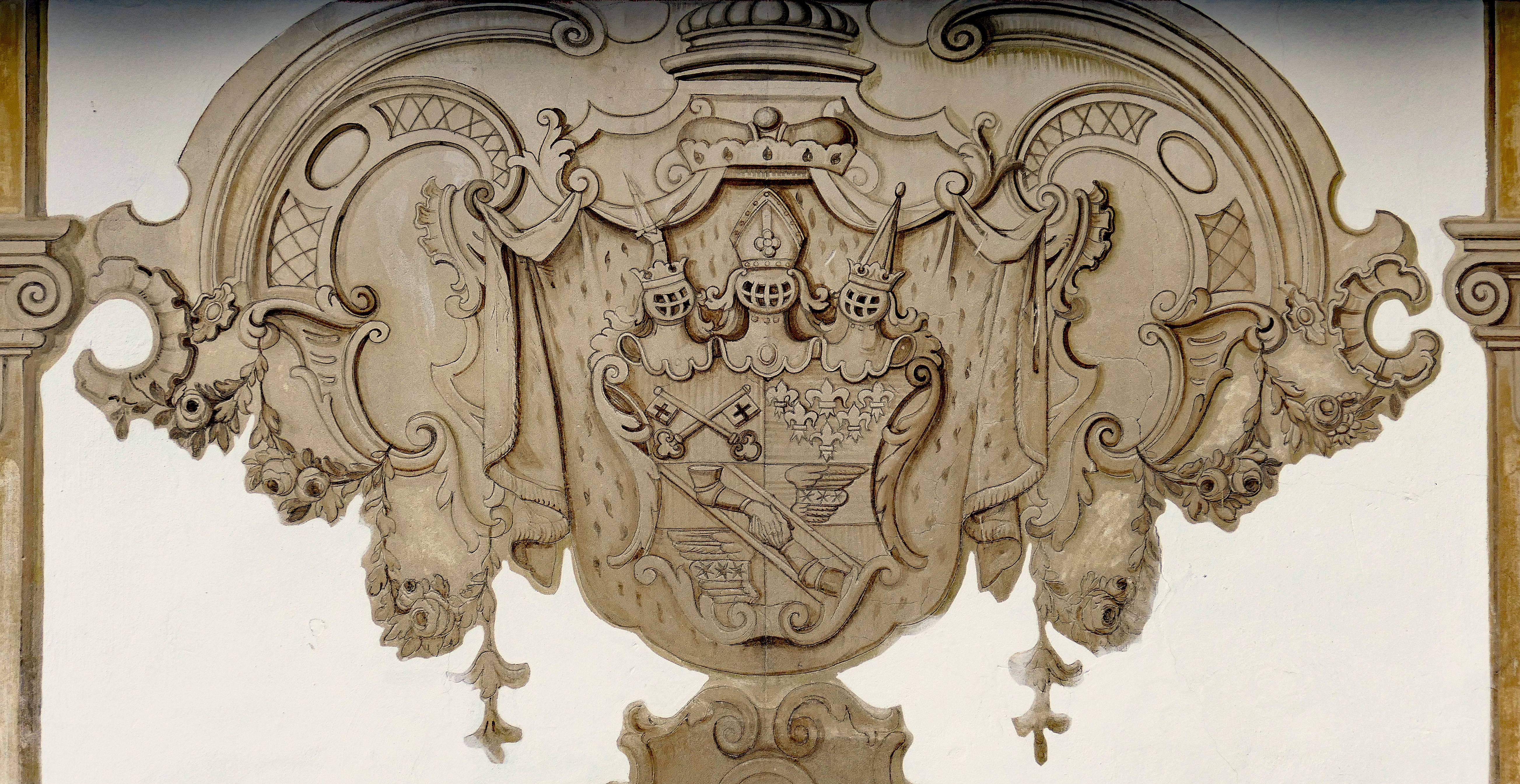
Fresko von Benedikt Zöpf an der Außenseite der Kapelle mit Wappen von Fürstpropst Christalnigg

### Meierhof
Nach dem Erwerb des Schlosses 1795 ließen laut der Bautafel, die auch so von A. Helm zitiert wird, Johann Anton von Hasel und dessen „Gattinn Marianne gebohrne Hausser“ durch zwei „Maurergesellen“ und einen „Zimerpolier“ den benachbarten Meierhof 1799 „vom Grunde aufbauen“. Nach mehreren Besitzerwechseln von und an Privatleute erwarb es als ersten Teil des Anwesens am 15. Mai 1909 der „bayerische Volksschullehrer-Verein“ und ließ es 1916 erweitern. Im Berchtesgadener Anzeiger wurde der bayerische Volksschullehrer-Verein offenbar mit dem Bayerischen Lehrer- und Lehrerinnenverband (BLLV) gleichgesetzt und s. o. berichtet, dass der BLLV das komplette Anwesen aus Schloss und Meierhof etc. „zwischen 1909 und 1930 Stück für Stück“ erworben und 2017 an die Unternehmensgruppe von Max Aicher verkauft hatte.

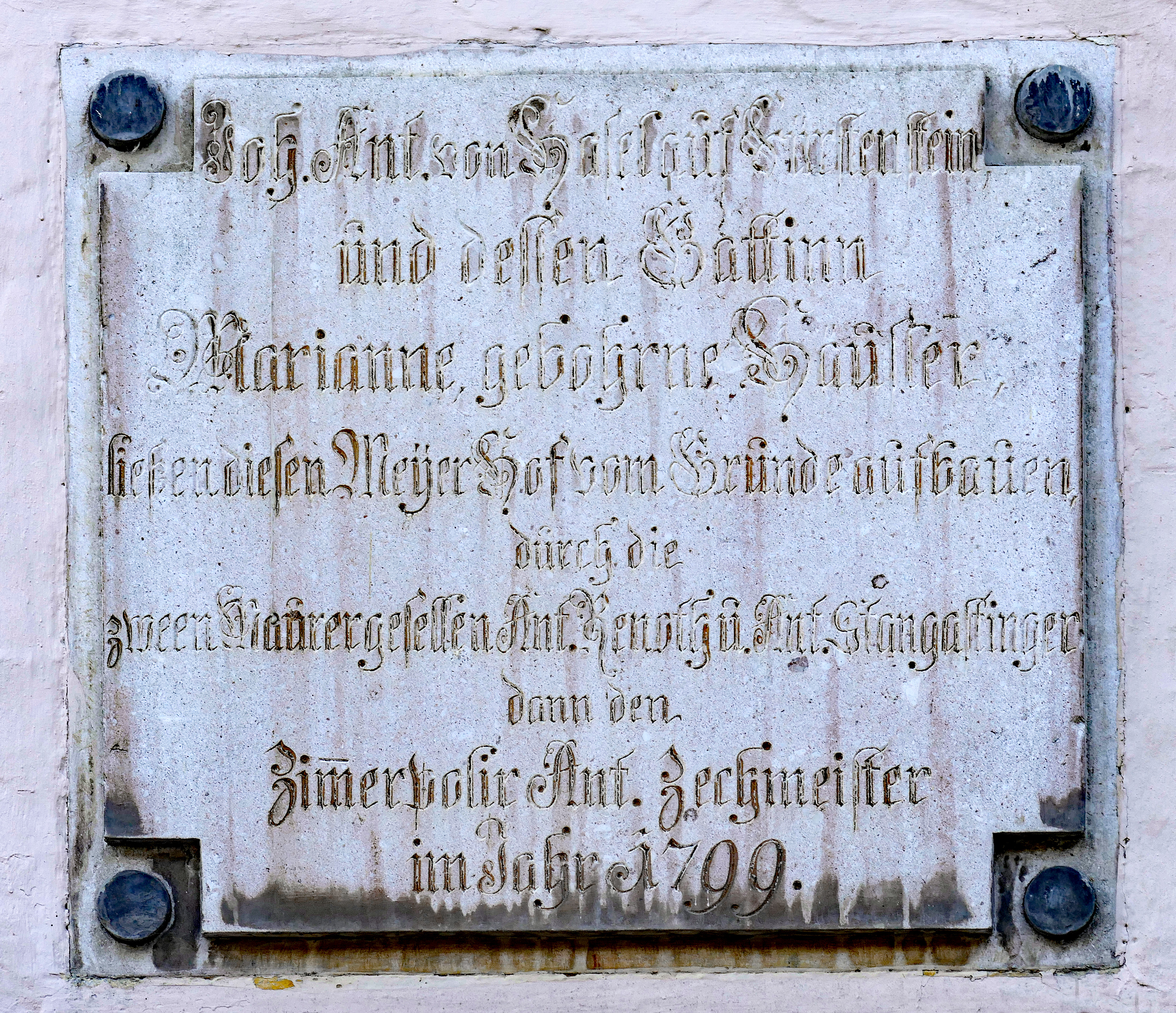
Bautafel am Meierhof